# Sibuntuon (Uluan)
Sibuntuon is een bestuurslaag in het regentschap Toba Samosir van de provincie Noord-Sumatra, Indonesië. Sibuntuon telt 585 inwoners (volkstelling 2010).